# Seznam nemških feldmaršalov druge svetovne vojne
Seznam nemških generalfeldmaršalov druge svetovne vojne.

## Seznam
(datum napredovanja, ime, (rojstvo - smrt)
- 20. april 1936 - Werner von Blomberg (1878-1946)
- 4. februar 1938 - Hermann Göring (1893-1945)
- 19. julij 1940 - Walther von Brauchitsch (1881-1948)
- 19. julij 1940 - Albert Kesselring (1885-1960)
- 19. julij 1940 - Wilhelm Keitel (1882-1946)
- 19. julij 1940 - Günther von Kluge (1882-1944)
- 19. julij 1940 - Wilhelm Ritter von Leeb (1876-1956)
- 19. julij 1940 - Fedor von Bock (1880-1945)
- 19. julij 1940 - Wilhelm List (1880-1971)
- 19. julij 1940 - Erwin von Witzleben (1881-1944)
- 19. julij 1940 - Walther von Reichenau (1884-1942)
- 19. julij 1940 - Erhard Milch (1892-1972)
- 19. julij 1940 - Hugo Sperrle (1885-1953)
- 19. julij 1940 - Gerd von Rundstedt (1875-1953)
- 31. oktober 1940 - Eduard Freiherr von Böhm-Ermolli (1856-1941)
- 22. junij 1942 - Erwin Johannes Eugen Rommel (1891-1944)
- 30. junij 1942 - Georg von Küchler (1881-1968)
- 1. julij 1942 - Erich von Manstein (1887-1973)
- 31. januar 1943 - Friedrich Paulus (1890-1957)
- 1. februar 1943 - Ewald von Kleist (1881-1954)
- 1. februar 1943 - Maximilian Reichsfreiherr von Weichs (1881-1954)
- 1. februar 1943 - Ernst Busch (1885-1945)
- 16. februar 1943 - Wolfram Freiherr von Richthofen (1895-1945)
- 1. marec 1944 - Walter Model (1891-1945)
- 5. april 1945 - Ferdinand Schörner (1892-1973)
- 25. april 1945 - Robert Ritter von Greim (1892-1945)